# Korovec jedovatý
Korovec jedovatý (Heloderma suspectum) je jedovatý druh ještěra z čeledi korovcovitých (Helodermatidae).

## Charakteristika druhu
Korovec má černé zbarvení s oranžovými skvrnami a pruhy. Dorůstá délky přibližně 0,5 m (maximálně 0,6 m), hmotnost se pohybuje okolo 0,5 kg (rekordní jedinec nicméně vážil 2,3 kg).
Žije v suchých pouštních oblastech jižní USA (Nevada, Utah) a Sonorské poušti v Mexiku. Většinu času tráví v úkrytu, často pod různými kameny. Živí se malými savci, žábami, ptáky, ještěrkami, hmyzem a mršinami. Velmi rád pojídá ptačí a ještěří vejce, které mnohdy tvoří většinu jeho potravy. Sám se může stát kořistí kojotů nebo dravých ptáků.
Jeho jedové žlázy jsou umístěny v dolní čelisti. Jed je neurotoxický a způsobuje velké bolesti, otok, slabost a snížení krevního tlaku.[zdroj?] Za normálních okolností při kousnutí zdravého dospělého člověka není jed smrtelný. Korovec není příliš útočný.[zdroj?]Jeho nejbližší příbuzný je korovec mexický (Heloderma horridum).

## Galerie

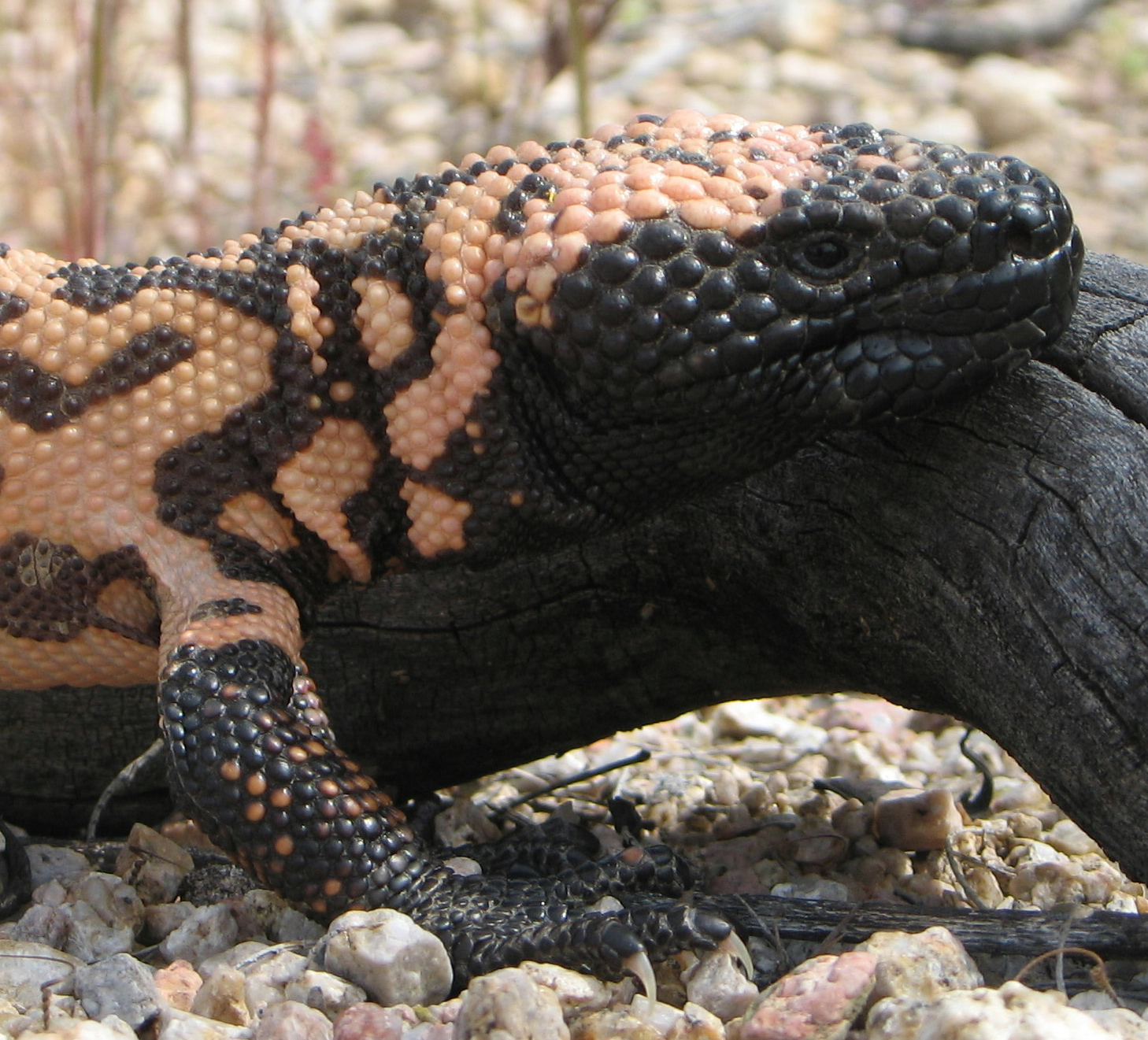
Korovec jedovatý
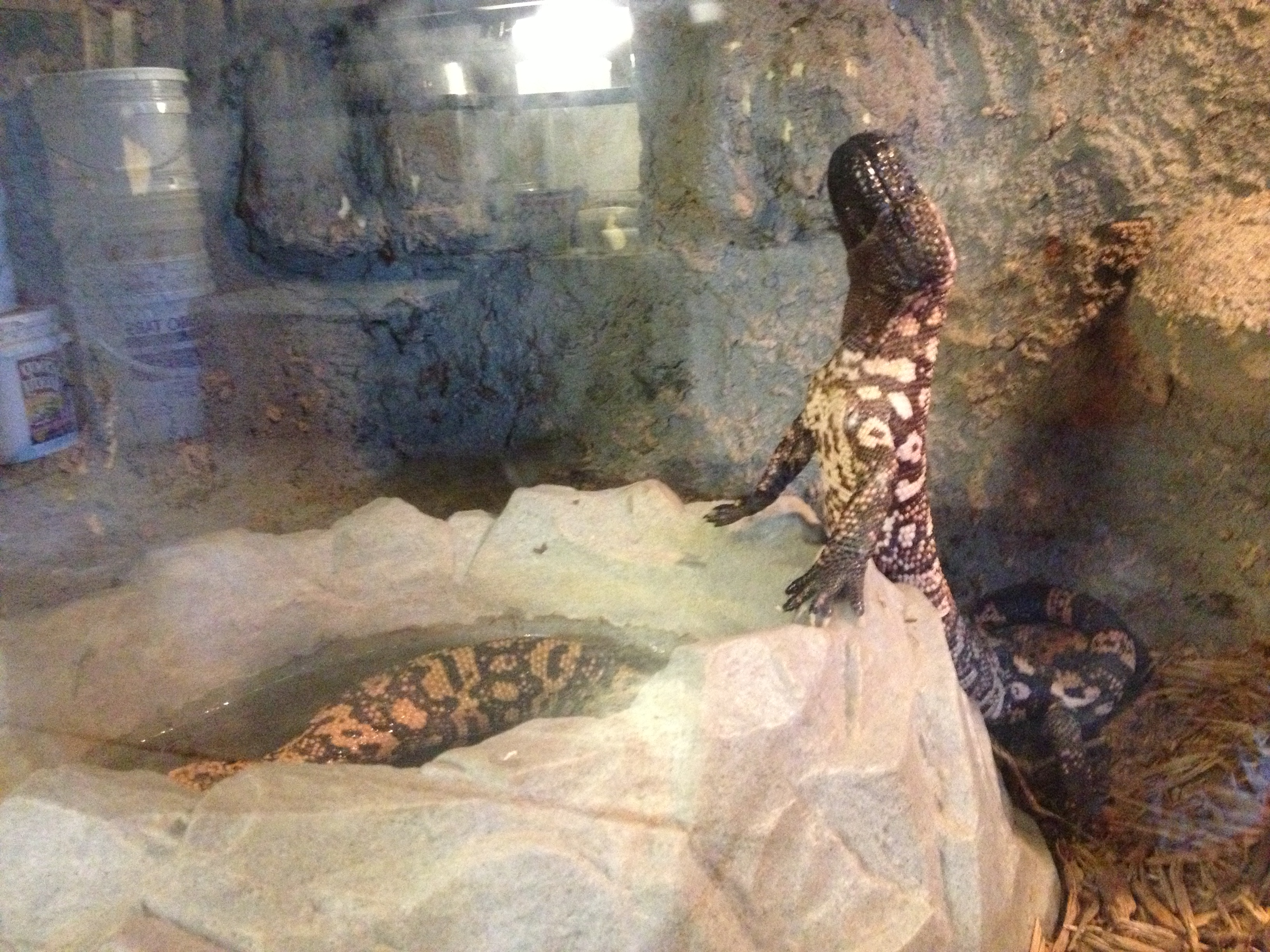
Korovec jedovatý
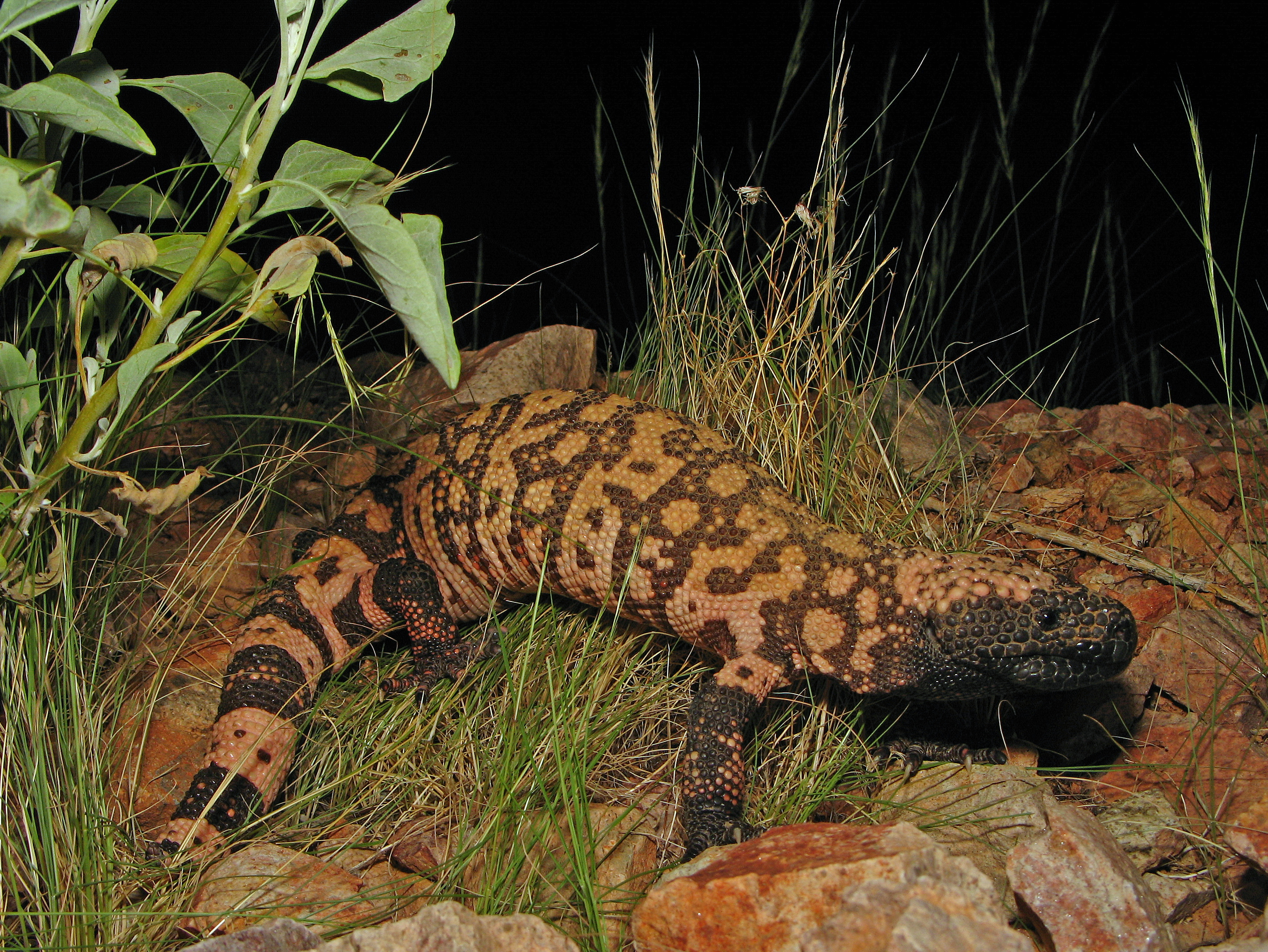
Korovec jedovatý
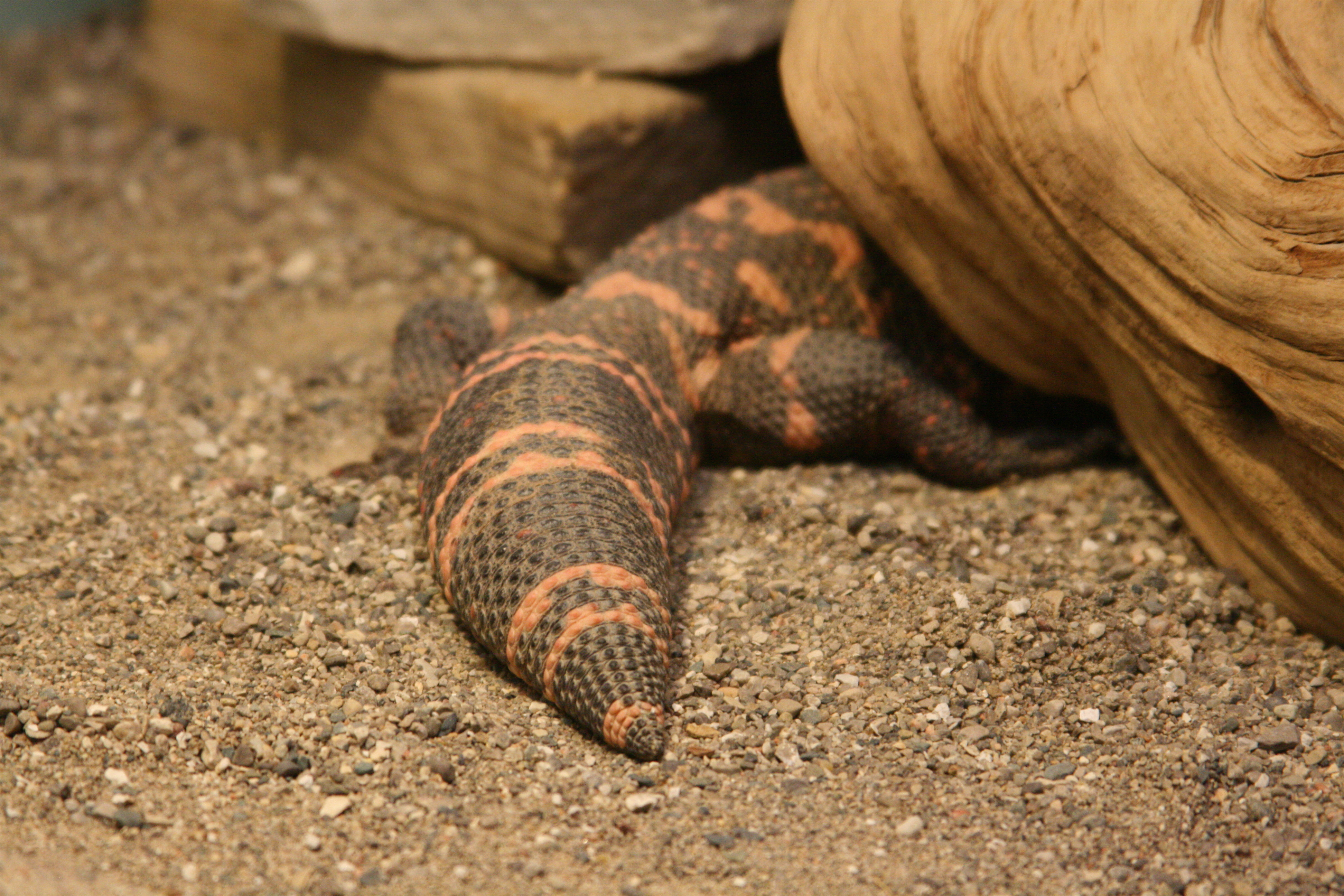
Ocas korovce jedovatého
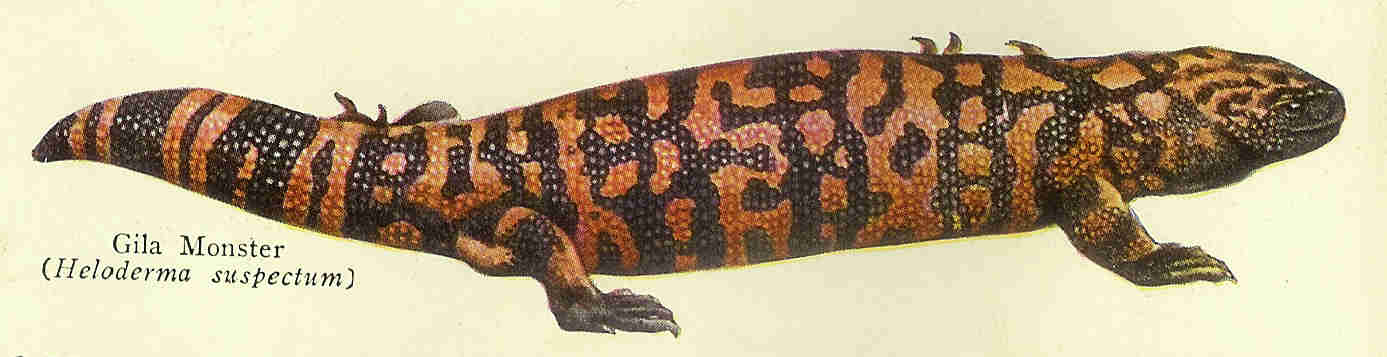
Historické vyobrazení